# Choniognathus elegans
Choniognathus elegans is een krabbensoort uit de familie van de Majidae. De wetenschappelijke naam van de soort is voor het eerst geldig gepubliceerd in 1921 door Stebbing.